# 烏爾里希斯山
46°42′7″N 14°17′46″E / 46.70194°N 14.29611°E

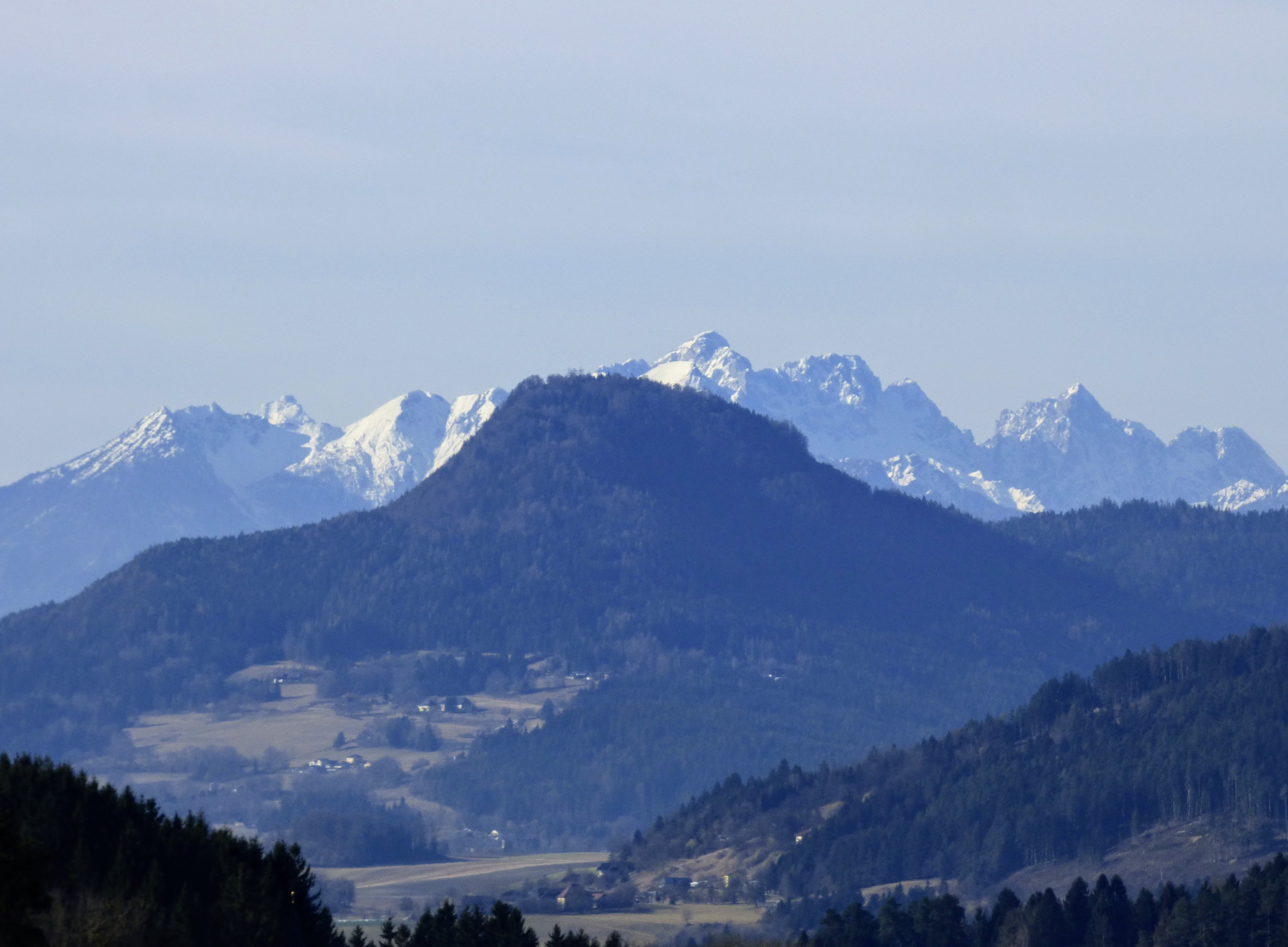

烏爾里希斯山（德語：Ulrichsberg），是奧地利的山峰，位於該國南部，由克恩頓州負責管轄，屬於古爾克阿爾卑斯山脈的一部分，距離法伊茨貝格山8.1公里，海拔高度1,022米，山體由白雲岩組成。